# Dirección General de Derechos de los Animales
La Dirección General de Derechos de los Animales (DGDA) es el órgano directivo del Ministerio de Derechos Sociales, Consumo y Agenda 2030, adscrito a la Secretaría de Estado de Derechos Sociales, que asume las políticas del Gobierno de la Nación en relación con los derechos de los animales y su bienestar, sin perjuicio de las competencias atribuidas a otros departamentos, como el Ministerio de Cultura, que posee las funciones relativas a la tauromaquia y otras actividades taurinas.
Dependiendo directamente de la Dirección General, existe la División de Bienestar de los Animales.

## Funciones
De acuerdo con el Real Decreto 209/2024, de 27 de febrero, son funciones de la DGDA:
- La formulación e impulso de las políticas en materia de protección de los derechos de los animales de compañía.
- La promoción de la protección animal y el fomento de la convivencia responsable con animales de compañía, así como el desarrollo de todas las funciones que en este ámbito le atribuye el ordenamiento jurídico vigente y, entre otras, la coordinación para la elaboración de la Estadística de Protección Animal y del Plan Estatal de Protección Animal.
- La propuesta de normativa en las materias de su competencia, sin perjuicio de las competencias de la Secretaría General Técnica.
- La gestión del Sistema Central de Registros para la Protección Animal.
- El desarrollo de las medidas de difusión necesarias en el ámbito estatal para que la sociedad conozca y respete los derechos de dichos animales y su protección.
- La colaboración tanto con las comunidades autónomas y corporaciones locales, con los departamentos ministeriales y entes del sector público estatal, Fiscalía General del Estado, como con los agentes sociales para que se reconozcan y se respeten los derechos de estos animales y su protección.
- La cooperación con las restantes entidades públicas y privadas, nacionales e internacionales, en materia de derechos de los animales y su protección, sin perjuicio de las funciones de dirección y coordinación de la Dirección General de Agenda 2030 en el ámbito de la cooperación internacional.

## Directores generales
- Sergio Antonio García Torres (2020-2023)[5]
- José Ramón Becerra (2023-presente)[6]